# Odio

Ideogramma cinese che rappresenta l'odio

L'odio è un sentimento umano che si esprime in una forte avversione o una profonda antipatia. Lo distingue da questi ultimi la volontà di distruggere l'oggetto odiato, e la percezione della sostanziale "giustizia" di questa distruzione: chi odia sente che è giusto, al di là di leggi e imperativi morali, distruggere ciò che odia. Si parla di "oggetto" odiato anche nel caso di odio verso persone, perché queste non vengono considerate propri simili, esseri umani come chi odia, ma appunto oggetti invece che soggetti.
In misura ulteriore rispetto all'innata capacità di provare sentimenti negativi nei confronti di un'altra persona, il termine odio viene usato in senso figurato per riferirsi alla forma più estrema di rifiuto verso cose o persone.
A differenza dell'amore, l'odio non è necessariamente preceduto dalla volontà d'espressione: può, infatti, essere causato per costrizione, proprio malgrado.
Viene inoltre considerato comunemente in contrapposizione all'amore; di fatto i due sentimenti possono essere accostati per l'intensità e l'impeto. Come sentimento intermezzo tra i due troviamo, privo sia di punti positivi che negativi, l'indifferenza.

## Tipologia dell'odio
Esistono diverse forme di odio, alcune tra le più controverse e dibattute sono:
- Misoginia (odio verso il genere femminile), misandria (odio verso il genere maschile), omofobia (odio verso gli omosessuali), misantropia (odio verso la razza umana);
- Odio nei confronti di una nazione, ideologia, fede religiosa e razzismo verso etnie; quando espresso pubblicamente, ha un effetto divisivo anche nelle società tradizionalmente assai coese[1].

## L'odio secondo Erich Fromm

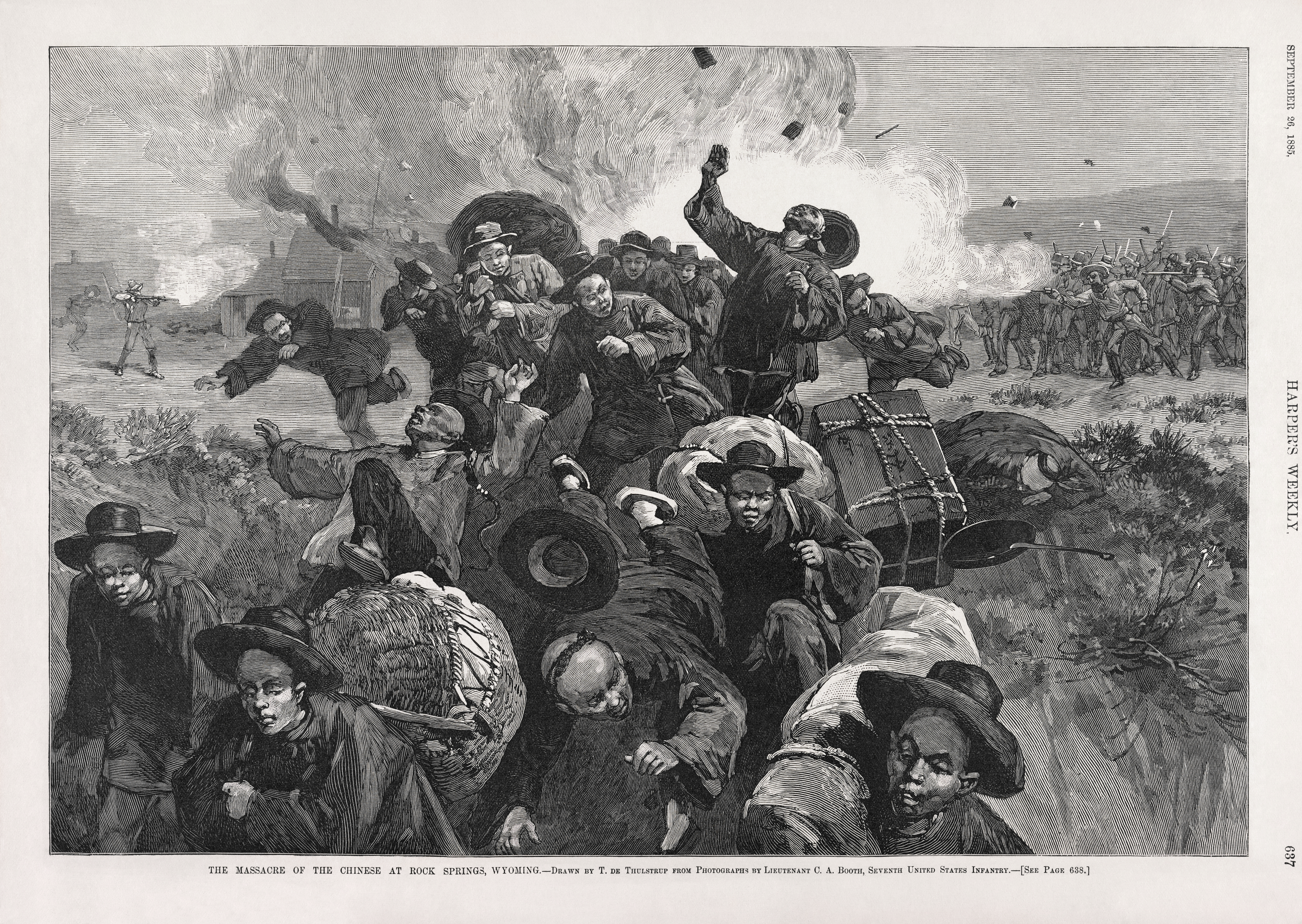
Rappresentazione artistica del massacro dei minatori cinesi avvenuto il 2 settembre 1885 a Rock Springs (Wyoming). Illustrazione comparsa sulla rivista Harper's Weekly

Erich Fromm, nel suo libro L'arte di amare (Die Antwort der Liebe), distingue due tipi di odio, l'odio reattivo e l'odio determinato dal carattere. Fromm ritiene che l'umanità sia propensa all'odio anziché all'amore; da qui il fatto che l'uomo riesce più a odiare che ad amare.

### Odio reattivo
Questo tipo di odio è, secondo Erich Fromm, sempre il risultato di una profonda ferita o di una situazione dolorosa e immutabile di fronte alla quale ci si sente impotenti.

### Odio caratteriale
Questo tipo, pur avendo le stesse caratteristiche dell'odio reattivo,  riconfigura la struttura caratteriale di colui che odia. L'odio è in questo caso una peculiarità del carattere, a differenza dell'odio reattivo in cui l'odio è espressione del vero sentimento in loro stessi. La differenza principale rispetto all'odio reattivo risiede nella predisposizione di una persona ad odiare, ad essere ostile. Nel caso dell'odio reattivo, è la situazione a generare il sentimento di odio, mentre nell'odio determinato dal carattere l'ostilità della persona viene risvegliata attraverso una situazione. La persona in questo caso mostrerebbe un particolare tipo di soddisfacimento nell'odio, particolarità che non è presente invece nell'odio reattivo.

## Il ruolo dell'odio nelle società
Il sentimento di odio svolge un ruolo, spesso fondamentale, nelle dinamiche della formazione dell'"unità" ideologica di un paese. Da sempre una civiltà, società, o gruppo di qualsiasi genere e natura, hanno trovato nel nemico comune il "cemento" delle proprie relazioni. Basti guardare come quasi tutte le civiltà abbiano un nemico storico, e di come la percezione di un nemico esterno sia servita a rafforzare la coesione sociale di una nazione, soprattutto in situazioni di pericolo o guerra.
Secondo Umberto Eco, sarebbe questa una delle cause della bassa unità dell'Italia: l'assenza di una comune civiltà nemica storica.

## Odio in rete
L'odio trova spazio anche attraverso i mezzi di comunicazione di massa ma è stata la nascita dei nuovi media, a partire dall'ultimo decennio del XX secolo, a determinare un decisivo salto di qualità nella possibilità di espressione dell'odio, grazie a strumenti comunicativi molto pervasivi che, attraverso la rete Internet, garantiscono una continua disponibilità del canale comunicativo (accessibile non solo da computer ma anche tramite terminali di telefonia mobile, come tablet e cellulari). Rispetto ai media tradizionali, lo strumento della rete Internet per l'espressione di odio (una forma espressiva per la quale è stata coniata la locuzione Incitamento all'odio)  si caratterizza per 4 aspetti che in precedenza erano sconosciuti al mondo della comunicazione di massa: 
- "disinibizione", incentivata dalla sensazione di anonimato.
- "Permanenza" nel tempo delle espressioni d'odio depositate nel Web, una caratteristica appena mitigata da interventi di moderazione, rimozione, censura, la cui attuazione, però, è solo eventuale e sporadica, oltre a essere spesso resa inutile dall'intervento di un altro fattore, definibile come "ritorno imprevedibile".
- "Ritorno imprevedibile": è la possibilità che un contenuto rimosso possa ritornare nella rete, o nello stesso posto, o altrove, espresso sotto altro nome.
- "Transnazionalità" dei servizi di rete coinvolti, che causa, da un lato, l'amplificazione della portata dell'odio, mentre, d'altro canto, rende complicatissima la ricerca di meccanismi legali per combattere l'odio, vista la pluralità degli ordinamenti giuridici coinvolti.

Questi fattori hanno portato all'emergere di un fenomeno sociale di diffusione di vastissime frange di odio, che si scatenano non solo sui tradizionali temi della politica, della sessualità, del razzismo, della religione, ma su perimetri sempre più allargati e su contesti sempre più variabili e perfino imprevedibili, come quando è sufficiente una frase pronunciata da qualche personaggio in televisione a far scatenare un'ondata di commenti carichi di odio sui social network.